# Истомин, Пётр Серафимович
Пётр Серафимович Истомин (наст. фам. — Патканов (Патканян); 1869—1930) — русский советский филолог-цыгановед, композитор, певец, руководитель цыганских хоров, литератор, педагог.

## Биография
Родился в Баку, в семье присяжного поверенного Серафима Патканяна, представителя рода Патканянов, давшего Армении и России ряд ученых, литераторов, церковных и общественных деятелей. В отличие от братьев, занимавшихся нефтепромыслами (и убитых в Баку в 1918 году), Пётр Серафимович тяготел к искусству. Учился в Театральном училище в Москве (педагог Ленский), но увлекся пением и стал учеником известного исполнителя «цыганских» романсов Саша́ Давыдова (Карапетяна). Сам хорошо пел и сочинял романсы, руководил цыганскими хорами. Выступал под сценическим псевдонимом «Истомин». Писал пьесы.
Работая с цыганами, стал понемногу изучать их язык. Стремясь понять истоки цыганского языка, занялся языкознанием, изучил санскрит. Интерес к цыганам всегда жил в семье, вероятно потому, что у одного из предков, Арутюна Аламдаряна, мать была цыганка. он стал автором первой в России научной грамматики цыганского языка (романи): «Цыганский язык. Грамматика и руководство к практическому изучению разговорной речи современных русских цыган. С приложением переводов цыганских песен на русский язык, образцов разговоров, рассказов, собрания типичных выражений и словаря употребительнейших слов, с указанием правильного их произношения», которая до настоящего времени упоминается в работах по данной теме.
В 1910-х годах переехал в Санкт-Петербург, сочинял и публиковал романсы, руководил цыганскими хорами, в частности «великосветским цыганским» хором (фотография которого была в журнале «Столица и усадьба»). Давал уроки пения, в частности — начинающей певице Марии Дубровой, на которой вскоре женился и передал ей свой псевдоним. В 1920-е годы Патканов-Истомин составлял из профессиональных музыкантов «цыганские» ансамбли, в которых выступали певица Мария Истомина и великолепная танцовщица, венгерская цыганка по происхождению Берта Червонная. Они гастролировали по всему Союзу, включая Дальний Восток и Среднюю Азию.
В 1930 году умер от «грудной жабы». Был похоронен на Смоленском православном кладбище, могила не сохранилась.